# 卡塞阿拉
卡塞阿拉是巴西托坎廷斯州的一个市镇。总面积1691.612平方公里，总人口4667人，人口密度2.8人/平方公里。